# Third Day
Third Day war eine US-amerikanische Christliche Rockband, die in den 1990er Jahren in Marietta von dem Frontsänger Mac Powell und Gitarrist Mark Lee gegründet wurde. Die anderen Bandmitglieder waren David Carr (Schlagzeug) und Scott Wilbanks (Keyboard). Der Name ist eine Anspielung auf Jesu Auferstehung, welche am dritten Tage (third day) nach der Kreuzigung stattfand (siehe auch Ostern).

## Stil
Der Stil der Band wird meistens als „Southern (Roots) Rock“ („Südstaaten-Rock“) bezeichnet und erinnert an Bands wie Counting Crows oder, vor allem was die Stimme von Sänger Mac Powell angeht, an Hootie & the Blowfish. Während das Debütalbum (self-titled) noch stark von Akustikgitarren geprägt war, folgte mit „Conspiracy No. 5“ im Jahr 1997 eine recht experimentelle Platte. Mit dem Albumtitel ist die 5. Bedeutung gemeint, die in englischen Wörterbüchern dem Wort „Conspiracy“ (Hauptbedeutung: Verschwörung) beigemessen wird: Eine Gruppe tut sich zusammen, um eine gemeinsame Überzeugung, in diesem Fall die christliche Botschaft, kundzutun. Das Album Time wiederum erhält seinen besonderen Charakter dadurch, dass die Songs jeweils von der ganzen Band im Studio eingespielt wurden und nicht, wie sonst üblich, jedes Instrument einzeln. Ab etwa dem vierten (regulären) Album dominiert dann der bis heute charakteristische „Southern Rock“. Zwischen den regulären Studioalben spielte die Band immer wieder bekannte christliche (Lobpreis-) Lieder ein, brachte u. a. auch ein reines Weihnachtsalbum heraus.

## Geschichte
Anfang 2008 gab Third Day bekannt, dass Gitarrist Brad Avery aus der Band ausgestiegen ist. Nach zwei Jahren mit nur einem Gitarristen wurde Jason Hoard als zusätzlicher Live-Musiker geholt. Zwei Jahre danach stieg Jason Hoard aus und Brian Brunn ersetzte ihn bis 2016, danach spielte Trevor Morgan als Live-Musiker.
Anfang 2015 gab Third Day bekannt, dass Tai Anderson aus privaten familiären Gründen ausgestiegen ist. Tim Gibson ersetzte ihn Live auf der Bühne.
In den USA gewann die Band mehrere musikalische Auszeichnungen.
2018 löste sich die Band auf, der finale Auftritt der Farewell Tour war am 27. Juni 2018 im Red Rocks Amphitheatre des Red_Rocks_Park in Colorado.
Mac Powell setzt seine Bühnentätigkeit mit Soloprojekten wie seinem 2021 Album NEW CREATION fort.

## Diskografie
Studioalben

| Jahr | Titel                            | Höchstplatzierung, Gesamtwochen, AuszeichnungChartplatzierungen (Jahr, Titel, Platzierungen, Wochen, Auszeichnungen, Anmerkungen) | Höchstplatzierung, Gesamtwochen, AuszeichnungChartplatzierungen (Jahr, Titel, Platzierungen, Wochen, Auszeichnungen, Anmerkungen) | Anmerkungen                                                                             |
| Jahr | Titel                            | US | Christ | Anmerkungen                                                                             |
| ---- | -------------------------------- | --- | --- | --------------------------------------------------------------------------------------- |
| 1993 | Long Time Forgotten              | — | — | Erstveröffentlichung: 1993                                                              |
| 1994 | Contagious                       | — | — | Erstveröffentlichung: 1994                                                              |
| 1996 | Third Day                        | — | Christ11 (80 Wo.)Christ | Erstveröffentlichung: 18. Juni 1996                                                     |
| 1997 | Conspiracy No. 5                 | US50 (7 Wo.)US | Christ2 (24 Wo.)Christ | Erstveröffentlichung: 26. August 1997                                                   |
| 1999 | Time                             | US63 Gold · (9 Wo.)US | Christ1 (52 Wo.)Christ | Erstveröffentlichung: 24. August 1999 Verkäufe: + 500.000                               |
| 2000 | Offerings: A Worship Album       | US66 Platin · (34 Wo.)US | Christ2 (100 Wo.)Christ | Erstveröffentlichung: 11. Juli 2000 Verkäufe: + 1.000.000                               |
| 2001 | Come Together                    | US31 Gold · (33 Wo.)US | Christ3 (72 Wo.)Christ | Erstveröffentlichung: 6. November 2001 Verkäufe: + 500.000; Grammy (Rock-Gospel-Album)  |
| 2003 | Offerings II: All I Have to Give | US18 Gold · (31 Wo.)US | Christ2 (79 Wo.)Christ | Erstveröffentlichung: 4. März 2003 Verkäufe: + 500.000                                  |
| 2004 | Wire                             | US12 Gold · (17 Wo.)US | Christ1 (56 Wo.)Christ | Erstveröffentlichung: 4. Mai 2004 Verkäufe: + 500.000; Grammy (Rock-Gospel-Album)       |
| 2005 | Wherever You Are                 | US8 Platin · (36 Wo.)US | Christ1 (98 Wo.)Christ | Erstveröffentlichung: 1. November 2005 Verkäufe: + 1.000.000; Grammy (Pop-Gospel-Album) |
| 2008 | Revelation                       | US6 Gold · (73 Wo.)US | Christ1 (78 Wo.)Christ | Erstveröffentlichung: 29. Juli 2008 Verkäufe: + 500.000                                 |
| 2010 | Move                             | US9 Gold · (33 Wo.)US | Christ1 (78 Wo.)Christ | Erstveröffentlichung: 19. Oktober 2010 Verkäufe: + 500.000                              |
| 2012 | Miracle                          | US10 (42 Wo.)US | Christ1 (78 Wo.)Christ | Erstveröffentlichung: 6. November 2012                                                  |
| 2015 | Lead Us Back: Songs of Worship   | US20 (18 Wo.)US | Christ1 (82 Wo.)Christ | Erstveröffentlichung: 3. März 2015                                                      |
| 2017 | Revival                          | US89 (1 Wo.)US | Christ2 (9 Wo.)Christ | Erstveröffentlichung: 4. August 2017                                                    |